# Alan White (batterista 1949)
Alan White (Chester-le-Street, 14 giugno 1949 – Seattle, 26 maggio 2022) è stato un batterista britannico.
Batterista rock, celebre soprattutto per gli oltre quarant'anni di permanenza nel gruppo rock progressivo britannico Yes. Ha collaborato con diversi altri artisti di notevole fama, inclusi gli ex Beatles John Lennon e George Harrison.

## Biografia
Nato a Pelton, nella contea di Durham nel nord dell'Inghilterra, White iniziò a sei anni a suonare il pianoforte. A tredici anni, passato alla batteria, suonava già in luoghi pubblici con una piccola band della zona di Newcastle. Negli anni sessanta collaborò con numerosi gruppi, finché, nel 1968, entrò con Steve Winwood nel gruppo Ginger Baker's Air Force. Nel 1969 fu chiamato da John Lennon, che gli chiese di suonare con la Plastic Ono Band in un concerto da cui fu tratto l'album dal vivo Live Peace in Toronto 1969. Sempre con Lennon suonò la batteria nel leggendario album Imagine e nel singolo Instant Karma!. Successivamente, Lennon presentò White anche a George Harrison, che lo volle alla batteria per il suo album All Things Must Pass.
Nel 1972, mentre era in tour con Joe Cocker, White fu invitato a unirsi agli Yes per concludere alcune date del tour di Close to the Edge. Si esibì per la prima volta con il gruppo alla prima data statunitense della tournée. Si dice che White riuscì a imparare tutto il complesso repertorio del gruppo in soli tre giorni. White fu preso in prova per tre mesi, e da allora è apparso su tutti gli album degli Yes.
Negli Yes, oltre a suonare la batteria, White ha suonato il pianoforte in alcuni brani e partecipato sporadicamente come compositore. Per esempio, In the Presence Of, uno dei brani di punta dell'album degli Yes Magnification, è basato su un riff di pianoforte composto da White. E in Owner of a Lonely Heart, brano d'apertura dell'album 90125, compose la partitura per sintetizzatore insieme all'ingegnere del suono Keith Spencer-Allen. Fu poi proprio White a suggerire il nome di Spencer a Vangelis, che ne scelse la voce in Albedo 0.39.
White ha al proprio attivo anche un album solista, Ramshackled (1975), alla realizzazione del quale hanno partecipato anche altri membri degli Yes. Nel 2011 esce l'album Levin Torn White, suonato da Tony Levin, David Torn e Alan White. Levin e Torn nel 1998 avevano registrato un disco con Bill Bruford, altro storico batterista degli Yes, ossia Bruford Levin Upper Extremities. Appassionato di calcio, era tifoso del Newcastle Utd. Dagli anni ottanta White ha lasciato il Regno Unito per trasferirsi negli Stati Uniti nell'area metropolitana di Seattle. Dopo una breve malattia, muore il 26 maggio 2022. Ne danno notizia il giorno stesso i suoi familiari e gli Yes.

## Discografia

### Solista
- Ramshackled (1975)